# Jean Marty
Pour les articles homonymes, voir Jean Marty (joueur de billard) et Marty.

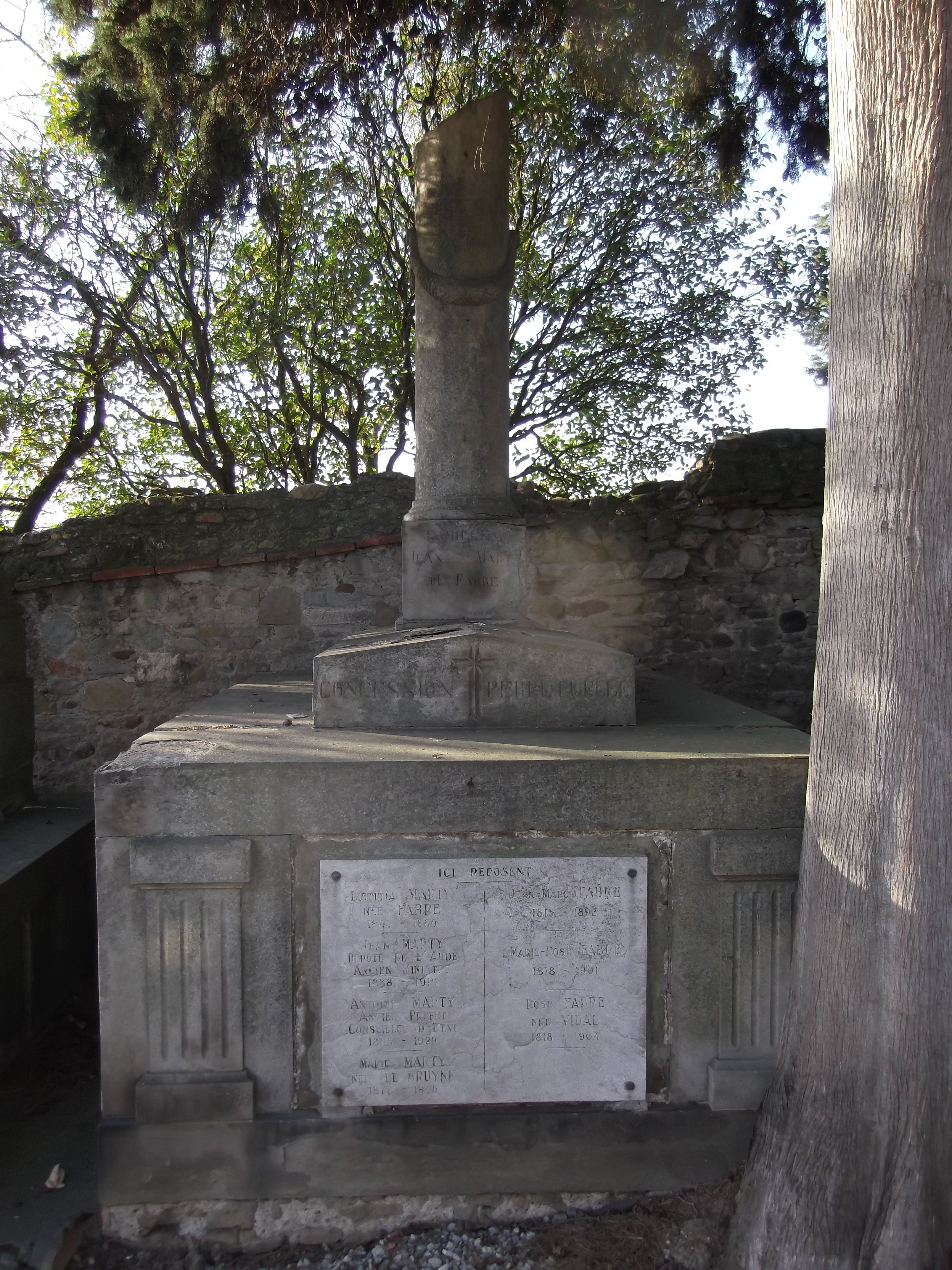
La tombe de l'ancien ministre, député et maire de Carcassonne, Jean Marty.

Jean Antoine Marty, né le 31 janvier 1838 à Carcassonne et mort le 5 novembre 1916 dans la même ville, est un homme politique français, docteur en droit, avocat au Barreau de Carcassonne. Il en est bâtonnier à plusieurs reprises, et homme politique français.

## Biographie
Républicain, membre de l'Association nationale républicaine, Jean Marty participe au « Comité antiplébiscitaire de 1870 », il est élu maire de Carcassonne en juin 1885. En octobre 1885, il est tête de liste lors des élections législatives et est élu député de l'Aude ; il démissionne du poste de maire de Carcassonne.
Brièvement ministre du Commerce de 1893 à 1894, Jean Marty est par la suite à la Chambre des Députés, vice-président de l'Union des gauches, il est un robuste anti-boulangiste, actif dans les domaines budgétaire et douanier. Il est battu lors des élections de 1898. Il est encore battu aux élections législatives de 1902. Jean Marty entame une carrière de conseiller à la cour d'appel de Paris.
Il repose au cimetière Saint-Vincent de Carcassonne.

## Fonctions et mandats politiques
- Maire de Carcassonne de juin à décembre 1885 ;
- Conseiller général du canton de Saissac de 1893 à 1898 ;
- Député de l'Aude de 1885 à 1898 ;
- Ministre du Commerce de l'Industrie et des Colonies du 3 décembre 1893 au 20 mars 1894 dans le Gouvernement Jean Casimir-Perier ;
- Ministre du Commerce de l'Industrie et des Postes et Télégraphes du 24 mars 1894 au 29 mai 1894 dans le Gouvernement Jean Casimir-Perier [3].

### Distinction
- Chevalier de la Légion d'honneur[4](1908)

## Sources
- « Jean Marty », dans Adolphe Robert et Gaston Cougny, Dictionnaire des parlementaires français, Edgar Bourloton, 1889-1891 [détail de l’édition]
- « Jean Marty », dans le Dictionnaire des parlementaires français (1889-1940), sous la direction de Jean Jolly, PUF, 1960 [détail de l’édition]